# MensuHell
MensuHell est un fanzine de bande dessinée québécoise publié mensuellement à Montréal au Québec (Canada) de la fin des années 1990 à la fin des années 2000.
Publié pendant 109 numéros, MensuHell est probablement le fanzine québécois de BD qui a publié le plus grand nombre de numéros aussi longtemps de façon constante et régulière. Le mot MensuHell est une sorte de mot-valise formé du mot français « mensuel » et du mot anglais « hell » (enfer).

## Description du contenu
Le contenu du périodique MensuHell est principalement composé de bandes dessinées inédites. On y retrouve aussi des illustrations inédites, des entrevues et des articles sur l'histoire de la BD québécoise.
Les collaborateurs sont majoritairement d'origine canadienne et sont pour la plupart francophones.

## Historique
Le fanzine MensuHell, édité par les Éditions Les Publications Requin Roll, est publié mensuellement, ainsi que son nom l'indique, au Québec de décembre 1999 à décembre 2008, pendant 109 numéros.
Il est fondé par Steve Requin (de son vrai nom Stéphane Johnson), qui est aussi un dessinateur de BD. Celui-ci l'édite jusqu'au numéro 34, daté de mai 2002. La publication de MensuHell s'interrompt durant quatre mois, soit jusqu'à ce que Francis Hervieux prenne la relève et reparte la publication au numéro 35 dès octobre 2002.
La brochette de créateurs de bande dessinée et de rédacteurs réunie par Steve Requin fait preuve d'enthousiasme et de persévérance. Au départ tous de Montréal, la provenance des créateurs se diversifie au cours des années, au fur et à mesure que le fanzine se fait connaître par son site Internet. Il est distribué en consignation dans la plupart des librairies spécialisées de Montréal et de la ville de Québec, et aussi disponible par abonnement.
Plusieurs des créateurs de bandes dessinées de MensuHell sont des professionnels de la BD et de l'illustration.

## Fiche technique
- Éditeur : Éditions Les Publications Requin Roll, (Montréal) ;
- Format : 22 x 28 cm ;
- Nombre de pages : variable (de 38 à 52) ;
- Type de papier : couverture légèrement cartonnée mat, intérieur papier ;
- Impression :  photocopies en noir et blanc ;
- Périodicité : mensuel ;
- Numéro 1 : décembre 1999 ;
- Numéro 109 : décembre 2008 (dernier numéro).

## Collaborateurs
Quelques-uns de ces artistes travaillent sous un pseudonyme.

### Auteurs de bande dessinée
Les auteurs de bande dessinée québécois sont généralement à la fois dessinateur et scénariste.
Il arrive qu'ils ne pratiquent qu'une seule de ces deux disciplines, travaillant alors en équipe avec quelqu'un de l'autre discipline.
| - 4in (Catherine Fréchette-Grégoire) ; - Al+Flag (Alain Gosselin) ; - Avary (Jean-François April) ; - Kurt Beaulieu ; - Mathieu Benoît ; - Jacques Boivin ; - Guillaume Boucher ; - Guy Boutin ; - David Carles ; - Julien Chung ; - Pierre-Yves Clerson ; - Antoine Corriveau ; - Duy ; - Leanne Franson ; - Gag (André Gagnon) ; - Richard Gagnon ; | - Laurent Gautreau ; - Luc Giard ; - Philippe Gonyea ; - Guert ; - Arnaud Hilmarcher ; - Jocelyn Houde ; - Marc Jetté ; - Noée Joanisse ; - Benoît Joly ; - Karl Dupéré-Richer ; - Michel Lacombe ; - Félix Laflamme ; - Michèle Laframboise ; - Mathieu Quesnel ; - Billy Mavreas ; - Valérie Morency ; | - Luis Neves ; - Marc Pageau ; - Patrofskynoff ; - Éric Piccoli ; - Nicolas Plamondon ; - Steve Requin (Stéphane Johnson) ; - Louis Rémillard ; - Jack Ruttan ; - Salgood Sam (Max Douglas) ; - Sirkowski (Sébastien Fréchette) ; - Éric Thériault ; - Jane Tremblay ; - Zviane. |

### Chroniqueurs
- Marc Jetté ;
- Michel Viau[2].